# Bernd Becker (Theologe)
Bernd Becker (* 26. April 1968 in Siegen) ist ein deutscher evangelischer Theologe, Journalist und Verleger. Seit 2022 ist er Moderator des Reformierten Bundes in Deutschland. Becker ist zudem Vorstand des Evangelischen Presseverbandes für Westfalen und Lippe.

## Werdegang
Bernd Becker wurde in Siegen geboren und studierte Evangelische Theologie in Heidelberg und München. Er absolvierte anschließend eine journalistische Ausbildung bei verschiedenen Medienhäusern, unter anderem beim Bayerischen Rundfunk. 2001 wurde Becker Pfarrer in Wetter (Ruhr) und Referent für Öffentlichkeitsarbeit im zugehörigen Evangelischen Kirchenkreis Hagen, zu dessen Superintendenten er 2006 gewählt wurde. Seit 2013 ist Becker Vorstand des Evangelischen Presseverbandes für Westfalen und Lippe. Zum Verband gehört die evangelische Wochenzeitung Unsere Kirche. Auch ist Becker Mitherausgeber des evangelischen Elternmagazins zehn14. Er ist zudem Geschäftsführer des Landesdienstes West des Evangelischen Pressedienstes (epd), des Luther-Verlages und von Radio Paradiso NRW.
2015 wurde Bernd Becker in Villigst in das Moderamen des Reformierten Bundes in Deutschland gewählt, 2022 in Halle zum Moderator. Dabei übernahm er zwei Jahre der Amtszeiten seiner Vorgänger Martin Engels und Kathrin Oxen. Seine Wiederwahl (bis 2032) erfolgte bei der Hauptversammlung des Reformierten Bundes in Deutschland in Berlin im April 2024.
Seit 2019 moderiert Becker den Podcast Glück auf und Halleluja, aktuell zusammen mit Peter Wick, Professor für Neues Testament an der Ruhr-Universität Bochum.

## Werke

### Als Autor
- Das Lebensgespräch mit dem lebendigen Gott. In: Glaubensleben. Wahrnehmungen reformierter Frömmigkeit, Foedus-Verlag, Solingen 2018, ISBN  978-3-938180-60-0.
- Was weg ist, ist weg: Kuriose Beerdigungsgeschichten. Luther-Verlag, Bielefeld 2025, ISBN  978-3-7858-0665-4.

### Als Herausgeber
- Zähl nicht die Schafe, sondern sprich mit dem Hirten: 365 inspirierende Zitate und Sprüche. Luther-Verlag, Bielefeld 2017, ISBN 978-3-7858-0697-5.
- Die getanzte Kollekte: 100 kurze Geschichten zum Lesen und Vorlesen. Luther-Verlag, Bielefeld 2019, ISBN 978-3-7858-0751-4.